# Шаланківська сільська рада
| Шаланківська сільська рада — колишній орган місцевого самоврядування у Виноградівському районі Закарпатської області з адміністративним центром у с. Шаланки. Сільській раді підпорядковані населені пункти: - с. Шаланки |

## Склад ради
Рада складається з 24 депутатів та голови.

## Керівний склад сільської ради
| ПІБ                       | Основні відомості                                                 | Дата обрання | Дата звільнення |
| ------------------------- | ----------------------------------------------------------------- | ------------ | --------------- |
| Доровці Юрій Іжович       | Сільський голова, 1968 року народження, освіта, безпартійний      | 26.03.2006   | 31.10.2010      |
| Альохін Віктор Вікторович | Сільський голова, 1970 року народження, освіта вища, безпартійний | 31.10.2010   |                 |

Примітка: таблиця складена за даними джерела

## Населення
Згідно з переписом УРСР 1989 року чисельність наявного населення сільської ради становила 3152 особи, з яких 1501 чоловік та 1651 жінка.
За переписом населення України 2001 року в сільській раді мешкало 3110 осіб.

### Мова
Розподіл населення за рідною мовою за даними перепису 2001 року:
| Мова       | Відсоток |
| ---------- | -------- |
| угорська   | 89,61 %  |
| українська | 9,74 %   |
| російська  | 0,48 %   |
| білоруська | 0,13 %   |
| циганська  | 0,03 %   |